# Resolutie 111 Veiligheidsraad Verenigde Naties
Resolutie 111 van de Veiligheidsraad van de Verenigde Naties was de eerste resolutie die werd aangenomen in 1956. De resolutie werd unaniem goedgekeurd, en veroordeelde een Israëlische militaire operatie tegen Syrië.

## Achtergrond
Op 11 december 1955 voerde het Israëlische leger Operatie Kinneret uit op de noordoostelijke oever van het Meer van Tiberias. Twee bataljons ondersteund door artillerie en mortierbatterijen vielen Syrische stellingen aan buiten de gedemilitariseerde zone. Daarbij kwamen 56 Syriërs om het leven en werden drie soldaten krijgsgevangen genomen. Aan Israëlische zijde vielen zes doden.

## Inhoud
De Veiligheidsraad:
- Herinnert aan de resoluties 54, 73, 93, 101 en 106.
- Houdt rekening met de verklaring van Syrië en Israël en de rapporten van de stafchef van de VN-Bestandtoezichtsorganisatie in Palestina alsook de klacht van Syrië dat het Israëlisch leger op 11 december 1955 op Syrisch grondgebied een aanval heeft uitgevoerd op het Syrische leger.
- Volgens de stafchef was dat een schending van het wapenstilstandakkoord tussen Israël en Syrië.
- Nog volgens hem heeft Syrië zich ingemengd in de Israëlische activiteiten op het Meer van Tiberias wat tegen het wapenstilstandakkoord is.

1. Vindt dat deze inmenging de Israëlische actie niet rechtvaardigt.
2. Herinnert Israël eraan dat het al eens werd veroordeeld voor schending van de wapenstilstand en gevraagd werd dit te voorkomen.
3. Veroordeelt de aanval van 11 december.
4. Is erg bezorgd omdat Israël haar verplichtingen niet naleeft.
5. Vraagt Israël dit in de toekomst wel te doen. Anders moet de Raad andere opties overwegen om de vrede te herstellen.
6. Vraagt de partijen hun verplichtingen uit het wapenstilstandakkoord na te komen en de demarcatielijn en de gedemilitariseerde zone te respecteren.
7. Vraagt de stafchef om zijn voorstellen om de situatie nabij het Meer van Tiberias te verbeteren ten uitvoer te brengen.
8. Vraagt de partijen om via de stafchef onmiddellijk krijgsgevangenen uit te wisselen.
9. Vraagt beide partijen samen te werken met de stafchef om het wapenstilstandakkoord na te leven en van de Gemengde Wapenstilstandcommissie gebruik te maken voor de interpretatie en toepassing ervan.

Lijst ·  111 ·  112 ·  113 ·  114 ·  115 ·  116 ·  117 ·  118 ·  119 ·  120 ·  121